# 埃爾克格羅夫村 (伊利諾伊州)
埃爾克格羅夫村（英語：Elk Grove Village）是位於美國伊利諾伊州庫克縣的一個村落。

## 地理
埃爾克格羅夫村的座標為42°00′11″N 87°59′47″W / 42.00306°N 87.99639°W，而該地最高點為海拔高度209米（即686英尺）。

## 人口
根據2010年美國人口普查的數據，埃爾克格羅夫村的面積為29.79平方千米，當中陸地面積為29.64平方千米，而水域面積為0.15平方千米。當地共有人口33127人，而人口密度為每平方千米1,112人。